# Анновка (Новомиргородская городская община)
Анновка (укр. Ганнівка) — село в Новомиргородской городской общине Новоукраинского района Кировоградской области Украины.
До 2020 года входило в Новомиргородский район
Население по переписи 2001 года составляло 27 человек. Почтовый индекс — 26000. Телефонный код — 5256. Код КОАТУУ — 3523883403.